# Danses pour harpe chromatique et orchestre d'instruments à cordes
Le Danses pour harpe chromatique et orchestre d'instruments à cordes sono una composizione di Claude Debussy del 1904.

## Storia
Nel 1903 Gustave Lyon, direttore della Pleyel Wolff, fabbrica di strumenti musicali, commissionò a Debussy una composizione per un'arpa cromatica di sua invenzione. Il brano era destinato a essere eseguito al concorso della classe di arpa cromatica istituita a Bruxelles. Il nuovo modello dello strumento era senza pedali, ma presentava le corde incrociate e avrebbe dovuto facilitare il lavoro degli esecutori di brani musicali moderni che presentavano un notevole cromatismo, agevolandoli nell'eseguire tutti e dodici i suoni della scala cromatica.
Nell'estate del 1903 Debussy aveva già iniziato a comporre La mer, lavoro complesso che lo avrebbe impegnato per parecchio tempo. Nel frattempo terminò le Estampes e, fra aprile e maggio 1904, scrisse e portò a termine le due Danses per arpa cromatica. Le due composizioni, di impegno leggero e, come dice Walsh, "incantevoli, ma innocue" furono come un antidoto ai dolorosi eventi della vita del musicista, segnata dal tentato suicidio della ex moglie e dal disprezzo che, a tal proposito, la società parigina dimostrò nei suoi confronti.
Il 6 novembre le due Danze furono eseguite, per la prima volta, per i Concerti Colonne, al Théâtre du Châtelet con l'arpista Lucille Wurmser Delcourt. I critici parigini colsero l'occasione per dimostrare l'astio nei confronti di Debussy disertando l'evento e, sebbene ne apprezzassero la musica, infierirono su di lui. Gabriel Fauré scrisse su Le Figaro che nell'opera "si trovavano nuovamente a profusione le stesse singolarità armoniche, alle volte curiose e seducenti, altre volte solo sgradevoli".

## Analisi
Tra gli strumenti preferiti da Debussy, oltre al pianoforte e al flauto, vi fu senza dubbio l'arpa, elemento orchestrale che sembrava fatto apposta per interpretare la sua musica così ricca di cromatismi. Debussy però non scrisse mai un lavoro per sola arpa, ma la utilizzò in brani cameristici come aveva già fatto nel 1898 nelle Trois chansons de Bilits e come farà nel 1914 con la Sonata per flauto, viola e arpa. Nelle due Danses l'arpa è protagonista e l'orchestra d'archi assolve il compito di accompagnamento.
La prima danza, Danse sacrée, in Re minore, porta l'indicazione "Très modéré", ha l'andatura di una sarabanda, è tripartita con la parte centrale che riprende il tema de La Danse su voile di Francesco de Lacerda, musicista portoghese vincitore di un concorso parigino; la danza è composta sulla base di uno stile arcaizzante ed è leggiadra, dai toni chiari e lineari, quasi apollinea.

In contrasto la seconda, Danse profane ( Modéré, in Re maggiore), anch'essa tripartita, è più mossa, vivace, con un crescendo armonico ricchissimo di cromatismi.
 I due brani, però, non ebbero il risultato auspicato da Debussy e da Lyon; la musica non fu tra quelle più notevoli del compositore e il nuovo strumento poteva benissimo essere sostituito da quello tradizionale, tanto più che l'arpa cromatica era molto pesante e presentava notevoli difficoltà di accordatura.